# True North Sports and Entertainment
True North Sports and Entertainment Ltd. är ett kanadensiskt privat aktiebolag som är baserad i Winnipeg, Manitoba som äger och driver Winnipeg Jets i NHL, St. John's IceCaps i AHL och MTS Centre.
Bolaget har två delägare i David Thomson som är en av världens rikaste människor med en förmögenhet år 2011 på $ 23 miljarder och som är majoritetsägare för ett av världens största informations- och nyhetsbolag, Thomson Reuters och affärsmannen Mark Chipman som agerar styrelseordförande för bolaget.

## Historia

### TNSE tar steget in i NHL
Den 31 maj 2011 bekräftades att man köper ishockeyorganisationen Atlanta Thrashers i NHL av Atlanta Spirit, LLC för $ 170 miljoner varav $ 60 miljoner är en avgift för att få flytta klubben till Winnipeg och som fördelas mellan de övriga 29 klubbarna. Affären blir officiell den 21 juni 2011 när NHL:s högst beslutande organ, Board of Governors tar ställning till försäljningen och omlokaliseringen av organisationen.

## Tillgångar
- MTS Centre
  - Winnipeg Jets - NHL
- St. John's IceCaps